# واتنفال
واتنفال (انگلیسی: Vattenfall) شرکت دولتی توسعه انرژی سوئدی است، که در سال ۱۹۰۹ تأسیس شد.